# FAM231B
FAM231B (англ. Family with sequence similarity 231 member B) – білок, який кодується однойменним геном, розташованим у людей на короткому плечі 1-ї хромосоми.  Довжина поліпептидного ланцюга білка становить 169 амінокислот, а молекулярна маса — 18 250.
| 10         |  | 20         |  | 30         |  | 40         |  | 50         |
| ---------- |  | ---------- |  | ---------- |  | ---------- |  | ---------- |
| MGCSKGLWKE |  | RPSAHTSECF |  | STTACPVAFI |  | LLVWNSQSPA |  | GLQSFCTGRH |
| PSLSVRAQRA |  | GTGASREEGT |  | FWTECVGQER |  | RLIHSGSSEN |  | ESQEDEGADL |
| IPYTGLKADN |  | RRKSSTWANE |  | VEDRRPQSTP |  | ALNLTPSHPH |  | PPRPLITFLR |
| SVIGIQIPPG |  | LVAAGGTVA  |  |            |  |            |  |            |

A: Аланін

C: Цистеїн

D: Аспарагінова кислота

E: Глутамінова кислота

F: Фенілаланін

G: Гліцин

H: Гістидин

I: Ізолейцин

K: Лізин

L: Лейцин

M: Метіонін

N: Аспарагін

P: Пролін

Q: Глутамін

R: Аргінін

S: Серин

T: Треонін

V: Валін

W: Триптофан